# Église Saint-Pierre de Troubat
L'église Saint-Pierre de Troubat est une église catholique située à Troubat, dans le département français des Hautes-Pyrénées en France.

## Présentation
L'église date du XIXe siècle.

## Description

### Intérieur

#### Lanef
- Statue de sainte Anne assise avec sa fille Marie lisant des psaumes, la statue est en bois polychrome du XVIe siècle style populaire.

#### Lechœur
Le maître-autel est en marbre noir et rose à pattes de sphinx, de chaque côté des colonnes jumelées.
Au-dessus de l'autel, un tabernacle en marbre blanc avec des feuilles dorées, de chaque côtés un ange montrant la présence de Jésus-Christ dans le tabernacle.
Au centre, un tableau de saint Pierre restauré par la commune.
De chaque côté du tableau des statues en bois doré et argenté : à gauche saint Pierre, à droite saint Paul.
Au-dessus un vitrail rond représentant saint Pierre bénissant.

#### Chapelle de laVierge Marie
L'autel et le tabernacle sont en marbre blanc orné de fleurs et feuilles dorées.
Sur l'autel est gravé avec des fleurs et feuilles dorées, le monogramme Marial composé des lettres A et M entrelacées, initiales de l’Ave Maria.

#### Chapelle duSacré-Cœur de Jésus
L'autel et le tabernacle sont en marbre blanc orné de fleurs et feuilles dorées.
Sur l'autel est gravé avec des fleurs et feuilles dorées le monogramme du Sacré-Cœur.
Un tableau en mauvais état de Notre-Dame du Rosaire, Marie remet le rosaire à saint Dominique, l'Enfant Jésus remet le rosaire à sainte Catherine de Sienne.

## Galerie

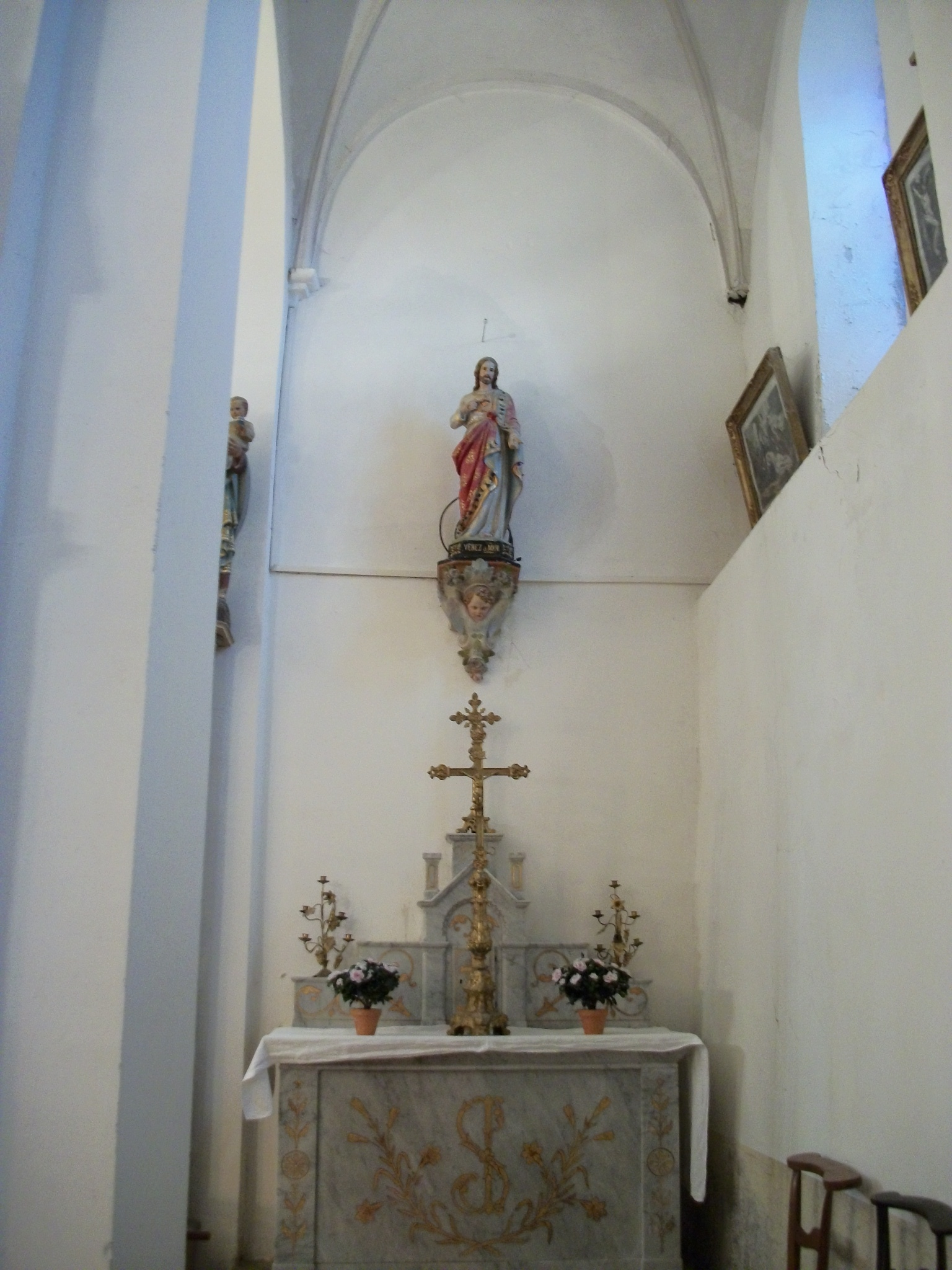
Chapelle du Sacré-Cœur de Jésus
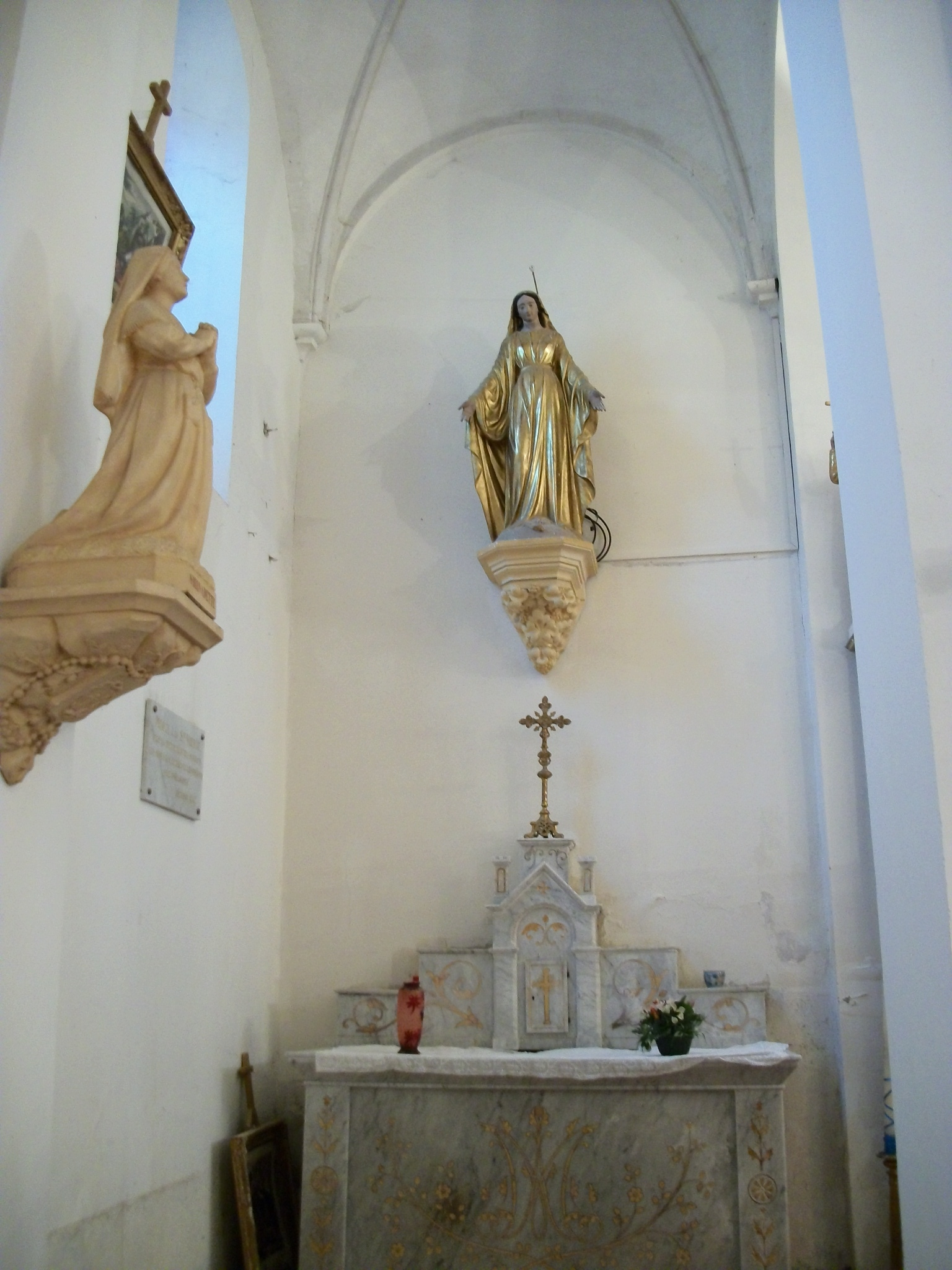
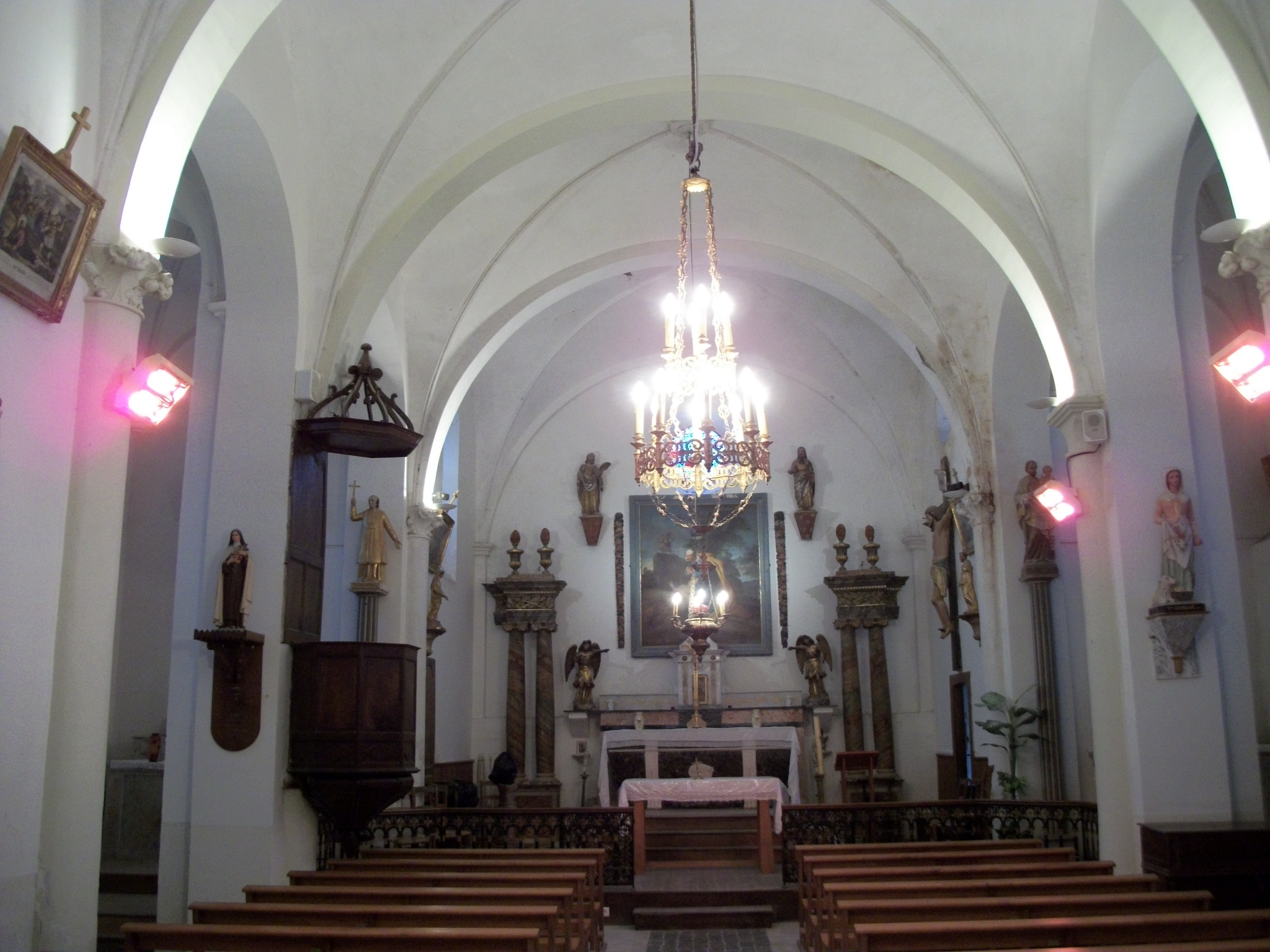
La nef
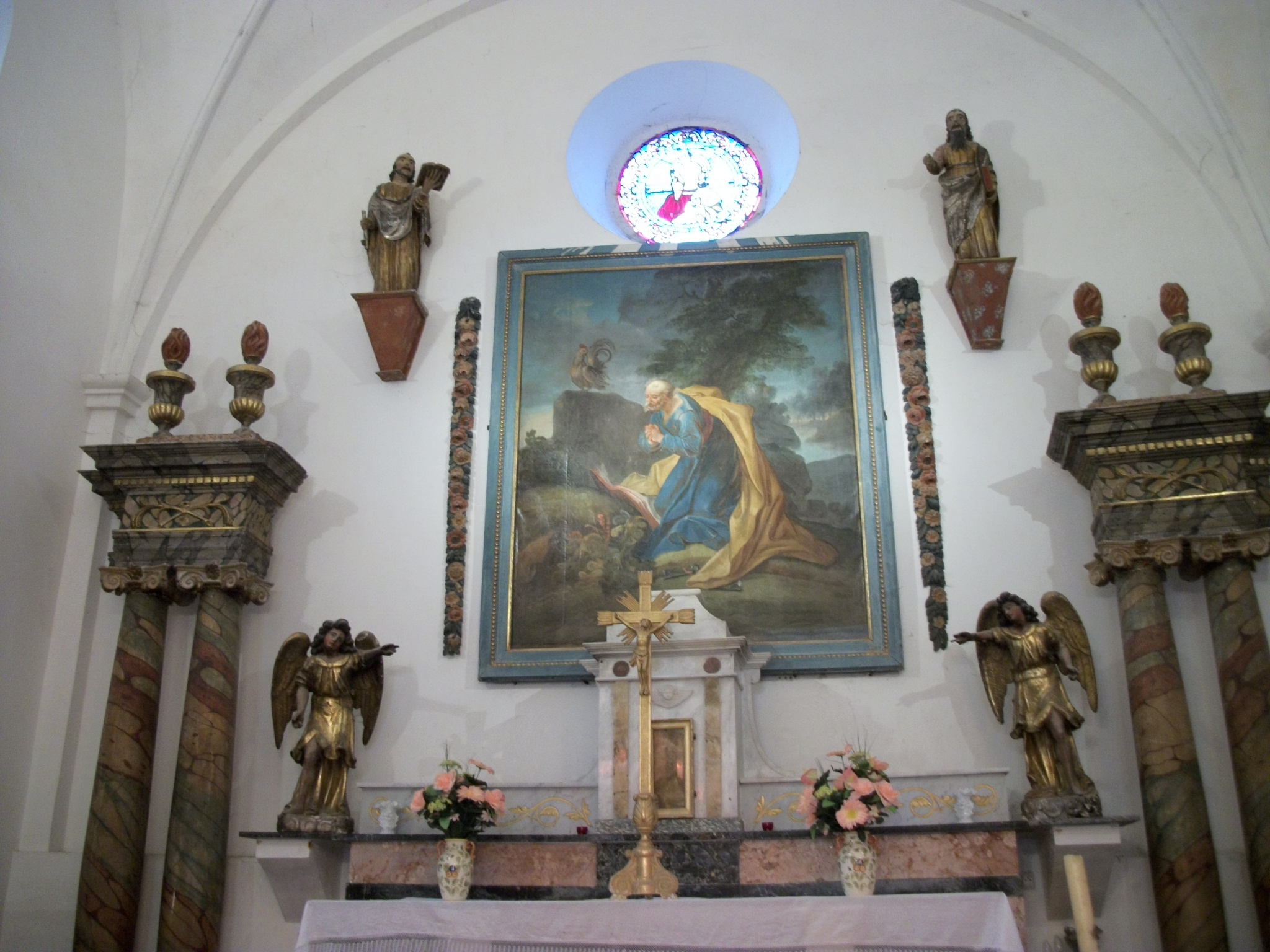
Au centre un tableau de saint Pierre